# Kvalifikace na Mistrovství světa ve fotbale 1990 (AFC)
Kvalifikace na Mistrovství světa ve fotbale 1990 zóny AFC určila 2 účastníky finálového turnaje.
Po odhlášení jednoho týmu se zúčastnilo 25 reprezentací. Ty byly rozlosovány do šesti skupin po čtyřech, resp. pěti týmech, kde se utkaly dvoukolově každý s každým doma a venku. Vítězové skupin následně postoupili do druhé fázi, ve které se utkali jednokolově každý s každým na centralizovaném místě a první dva týmy postoupily na MS.

## První fáze

### Skupina 1
| Poř. | Tým       | Z | V | R | P | VG | IG | +/- | B |
| ---- | --------- | - | - | - | - | -- | -- | --- | - |
| 1    | Katar     | 6 | 3 | 3 | 0 | 8  | 3  | 5   | 9 |
| 2    | Irák      | 6 | 3 | 2 | 1 | 11 | 5  | 6   | 8 |
| 3    | Jordánsko | 6 | 2 | 1 | 3 | 5  | 7  | -2  | 5 |
| 4    | Omán      | 6 | 0 | 2 | 4 | 2  | 11 | -9  | 2 |

| Datum                  | Domácí    | Výsledek | Hosté     |
| ---------------------- | --------- | -------- | --------- |
| 6. ledna 1989, Dauhá   | Katar     | 1 – 0    | Jordánsko |
| 6. ledna 1989, Maskat  | Omán      | 1 – 1    | Irák      |
| 13. ledna 1989, Maskat | Omán      | 0 – 0    | Katar     |
| 13. ledna 1989, Ammán  | Jordánsko | 0 – 1    | Irák      |
| 20. ledna 1989, Dauhá  | Katar     | 1 – 0    | Irák      |
| 20. ledna 1989, Ammán  | Jordánsko | 2 – 0    | Omán      |
| 27. ledna 1989, Ammán  | Jordánsko | 1 – 1    | Katar     |
| 27. ledna 1989, Bagdád | Irák      | 3 – 1    | Omán      |
| 3. února 1989, Dauhá   | Katar     | 3 – 0    | Omán      |
| 3. února 1989, Bagdád  | Irák      | 4 – 0    | Jordánsko |
| 10. února 1989, Maskat | Omán      | 0 – 2    | Jordánsko |
| 10. února 1989, Bagdád | Irák      | 2 – 2    | Katar     |

Katar postoupil do druhé fáze.

### Skupina 2
- Bahrajn se vzdal účasti.

| Poř. | Tým            | Z | V | R | P | VG | IG | +/- | B |
| ---- | -------------- | - | - | - | - | -- | -- | --- | - |
| 1    | Saúdská Arábie | 4 | 3 | 1 | 0 | 7  | 4  | 3   | 7 |
| 2    | Sýrie          | 4 | 2 | 1 | 1 | 7  | 5  | 2   | 5 |
| 3    | Severní Jemen  | 4 | 0 | 0 | 4 | 0  | 5  | -5  | 0 |

| Datum                    | Domácí         | Výsledek | Hosté          |
| ------------------------ | -------------- | -------- | -------------- |
| 10. března 1989, San'á   | Severní Jemen  | 0 – 1    | Sýrie          |
| 15. března 1989, Jeddah  | Saúdská Arábie | 5 – 4    | Sýrie          |
| 20. března 1989, San'á   | Severní Jemen  | 0 – 1    | Saúdská Arábie |
| 25. března 1989, Latakia | Sýrie          | 2 – 0    | Severní Jemen  |
| 30. března 1989, Latakia | Sýrie          | 0 – 0    | Saúdská Arábie |
| 5. dubna 1989, Rijád     | Saúdská Arábie | 1 – 0    | Severní Jemen  |

Saúdská Arábie postoupila do druhé fáze.

### Skupina 3
- Jižní Jemen se vzdal účasti.

| Poř. | Tým      | Z | V | R | P | VG | IG | +/- | B |
| ---- | -------- | - | - | - | - | -- | -- | --- | - |
| 1    | SAE      | 4 | 3 | 0 | 1 | 12 | 4  | 8   | 6 |
| 2    | Kuvajt   | 4 | 3 | 0 | 1 | 6  | 3  | 3   | 6 |
| 3    | Pákistán | 4 | 0 | 0 | 4 | 1  | 12 | -11 | 0 |

| Datum                     | Domácí   | Výsledek | Hosté    |
| ------------------------- | -------- | -------- | -------- |
| 6. ledna 1989, Islámábád  | Pákistán | 0 – 1    | Kuvajt   |
| 13. ledna 1989, Kuvajt    | Kuvajt   | 3 – 2    | SAE      |
| 20. ledna 1989, Sharjah   | SAE      | 5 – 0    | Pákistán |
| 27. ledna 1989, Kuvajt    | Kuvajt   | 2 – 0    | Pákistán |
| 3. února 1989, Sharjah    | SAE      | 1 – 0    | Kuvajt   |
| 10. února 1989, Islámábád | Pákistán | 1 – 4    | SAE      |

Spojené arabské emiráty postoupily do druhé fáze.

### Skupina 4
- Indie se vzdala účasti.

| Poř. | Tým         | Z | V | R | P | VG | IG | +/- | B  |
| ---- | ----------- | - | - | - | - | -- | -- | --- | -- |
| 1    | Jižní Korea | 6 | 6 | 0 | 0 | 25 | 0  | 25  | 12 |
| 2    | Malajsie    | 6 | 3 | 1 | 2 | 8  | 8  | 0   | 7  |
| 3    | Singapur    | 6 | 2 | 1 | 3 | 12 | 9  | 3   | 5  |
| 4    | Nepál       | 6 | 0 | 0 | 6 | 0  | 28 | -28 | 0  |

| Datum                    | Domácí      | Výsledek | Hosté       |
| ------------------------ | ----------- | -------- | ----------- |
| 23. května 1989, Soul    | Nepál       | 0 – 2    | Malajsie    |
| 23. května 1989, Soul    | Jižní Korea | 3 – 0    | Singapur    |
| 25. května 1989, Soul    | Jižní Korea | 9 – 0    | Nepál       |
| 25. května 1989, Soul    | Malajsie    | 1 – 0    | Singapur    |
| 27. května 1989, Soul    | Nepál       | 0 – 3    | Singapur    |
| 27. května 1989, Soul    | Jižní Korea | 3 – 0    | Malajsie    |
| 3. června 1989, Singapur | Singapur    | 2 – 2    | Malajsie    |
| 3. června 1989, Singapur | Nepál       | 0 – 4    | Jižní Korea |
| 5. června 1989, Singapur | Malajsie    | 0 – 3    | Jižní Korea |
| 5. června 1989, Singapur | Singapur    | 7 – 0    | Nepál       |
| 7. června 1989, Singapur | Singapur    | 0 – 3    | Jižní Korea |
| 7. června 1989, Singapur | Malajsie    | 3 – 0    | Nepál       |

Jižní Korea postoupila do druhé fáze.

### Skupina 5
| Poř. | Tým       | Z | V | R | P | VG | IG | +/- | B  |
| ---- | --------- | - | - | - | - | -- | -- | --- | -- |
| 1    | Čína      | 6 | 5 | 0 | 1 | 13 | 3  | 10  | 10 |
| 2    | Írán      | 6 | 5 | 0 | 1 | 12 | 5  | 7   | 10 |
| 3    | Bangladéš | 6 | 1 | 0 | 5 | 4  | 9  | -5  | 2  |
| 4    | Thajsko   | 6 | 1 | 0 | 5 | 2  | 14 | -12 | 2  |

| Datum                       | Domácí    | Výsledek | Hosté     |
| --------------------------- | --------- | -------- | --------- |
| 19. února 1989, Bangkok     | Thajsko   | 1 – 0    | Bangladéš |
| 23. února 1989, Peking      | Čína      | 2 – 0    | Bangladéš |
| 23. února 1989, Bangkok     | Thajsko   | 0 – 3    | Írán      |
| 27. února 1989, Dháka       | Bangladéš | 1 – 2    | Írán      |
| 28. února 1989, Bangkok     | Thajsko   | 0 – 3    | Čína      |
| 4. března 1989, Dháka       | Bangladéš | 0 – 2    | Čína      |
| 8. března 1989, Dháka       | Bangladéš | 3 – 1    | Thajsko   |
| 17. března 1989, Teherán    | Írán      | 1 – 0    | Bangladéš |
| 30. března 1989, Teherán    | Írán      | 3 – 0    | Thajsko   |
| 15. července 1989, Shenyang | Čína      | 2 – 0    | Írán      |
| 22. července 1989, Teherán  | Írán      | 3 – 2    | Čína      |
| 29. července 1989, Peking   | Čína      | 2 – 0    | Thajsko   |

Čína postoupila do druhé fáze.

### Skupina 6
| Poř. | Tým           | Z | V | R | P | VG | IG | +/- | B |
| ---- | ------------- | - | - | - | - | -- | -- | --- | - |
| 1    | Severní Korea | 6 | 4 | 1 | 1 | 11 | 5  | 6   | 9 |
| 2    | Japonsko      | 6 | 2 | 3 | 1 | 7  | 3  | 4   | 7 |
| 3    | Indonésie     | 6 | 1 | 3 | 2 | 5  | 10 | -5  | 5 |
| 4    | Hongkong      | 6 | 0 | 3 | 3 | 5  | 10 | -5  | 3 |

| Datum                         | Domácí        | Výsledek | Hosté         |
| ----------------------------- | ------------- | -------- | ------------- |
| 21. května 1989, Jakarta      | Indonésie     | 0 – 0    | Severní Korea |
| 22. května 1989, Hongkong     | Hongkong      | 0 – 0    | Japonsko      |
| 27. května 1989, Hongkong     | Hongkong      | 1 – 2    | Severní Korea |
| 28. května 1989, Jakarta      | Indonésie     | 0 – 0    | Japonsko      |
| 4. června 1989, Hongkong      | Hongkong      | 1 – 1    | Indie         |
| 4. června 1989, Tokio         | Japonsko      | 2 – 1    | Severní Korea |
| 11. června 1989, Hirošima     | Japonsko      | 5 – 0    | Indie         |
| 18. června 1989, Kobe         | Japonsko      | 0 – 0    | Hongkong      |
| 25. června 1989, Pchjongjang  | Severní Korea | 2 – 0    | Japonsko      |
| 25. června 1989, Jakarta      | Indie         | 3 – 2    | Hongkong      |
| 2. července 1989, Pchjongjang | Severní Korea | 4 – 1    | Hongkong      |
| 9. července 1989, Pchjongjang | Severní Korea | 2 – 1    | Indonésie     |

Severní Korea postoupila do druhé fáze.

## Druhá fáze
| Poř. | Tým            | Z | V | R | P | VG | IG | +/- | B |
| ---- | -------------- | - | - | - | - | -- | -- | --- | - |
| 1    | Jižní Korea    | 5 | 3 | 2 | 0 | 5  | 1  | 4   | 8 |
| 2    | SAE            | 5 | 1 | 4 | 0 | 4  | 3  | 1   | 6 |
| 3    | Katar          | 5 | 1 | 3 | 1 | 4  | 5  | -1  | 5 |
| 4    | Čína           | 5 | 2 | 0 | 3 | 5  | 6  | -1  | 4 |
| 5    | Saúdská Arábie | 5 | 1 | 2 | 2 | 4  | 5  | -1  | 4 |
| 6    | Severní Korea  | 5 | 1 | 1 | 3 | 2  | 4  | -2  | 3 |

| Datum                        | Domácí         | Výsledek | Hosté          |
| ---------------------------- | -------------- | -------- | -------------- |
| 12. října 1989, Singapur     | SAE            | 0 – 0    | Severní Korea  |
| 12. října 1989, Singapur     | Čína           | 2 – 1    | Saúdská Arábie |
| 13. října 1989, Singapur     | Jižní Korea    | 0 – 0    | Katar          |
| 16. října 1989, Singapur     | Katar          | 1 – 1    | Saúdská Arábie |
| 16. října 1989, Singapur     | Jižní Korea    | 1 – 0    | Severní Korea  |
| 17. října 1989, Singapur     | SAE            | 2 – 1    | Čína           |
| 20. října 1989, Singapur     | Jižní Korea    | 1 – 0    | Čína           |
| 20. října 1989, Singapur     | Severní Korea  | 2 – 0    | Katar          |
| 21. října 1989, Singapur     | SAE            | 0 – 0    | Saúdská Arábie |
| 24. října 1989, Singapur     | SAE            | 1 – 1    | Katar          |
| 24. října 1989, Singapur     | Čína           | 1 – 0    | Severní Korea  |
| 25. října 1989, Singapur     | Jižní Korea    | 2 – 0    | Saúdská Arábie |
| 28. října 1989, Kuala Lumpur | SAE            | 1 – 1    | Jižní Korea    |
| 28. října 1989, Kuantan      | Saúdská Arábie | 2 – 0    | Severní Korea  |
| 28. října 1989, Singapur     | Katar          | 2 – 1    | Čína           |

Týmy Jižní Korea a Spojené arabské emiráty postoupily na Mistrovství světa ve fotbale 1990.